# Салята
Салята (пол. Salata) — село в Польщі, у гміні Смикув Конецького повіту Свентокшиського воєводства.
Населення — 231 особа (2011).
У 1975-1998 роках село належало до Келецького воєводства.

## Демографія
Демографічна структура на день 31 березня 2011 року:
|          | Загалом | Допрацездатний вік | Працездатний вік | Постпрацездатний вік |
| -------- | ------- | ------------------ | ---------------- | -------------------- |
| Чоловіки | 120     | 22                 | 88               | 10                   |
| Жінки    | 111     | 17                 | 74               | 20                   |
| Разом    | 231     | 39                 | 162              | 30                   |